# Rovate
Rovate è l'unica frazione geografica del comune italiano di Carnago in provincia di Varese. Si trova a sudest del centro abitato, verso Peveranza.

## Storia
Fu un antico comune del Milanese, in origine composto dall'abitato propriamente detto e dalla separata cascina dal massaro Castiglioni.
Registrato agli atti del 1751 come un borgo di 216 abitanti, nel 1786 Rovate entrò per un quinquennio a far parte dell'effimera Provincia di Varese, per poi cambiare continuamente i riferimenti amministrativi nel 1791, nel 1798 e nel 1799. Alla proclamazione del Regno d'Italia nel 1805 risultava avere 186 abitanti, essendosi quindi spopolato, e aveva cambiato nuovamente capoluogo, stavolta passando in provincia di Como. Nel 1809 fu soppresso con regio decreto di Napoleone ed annesso a Carnago. Il Comune di Rovate fu quindi ripristinato con il ritorno degli austriaci, e l'abitato risultò essere popolato da 325 anime nel 1853, scese a 302 nel 1861, mantenendo quindi inalterato il suo carattere campagnolo. Neanche il nuovo secolo intaccò l'essenza dell'abitato, che ancora nel 1921 assommava solo 384 residenti. La soppressione dell'autonomia comunale giunse infine nel 1928 su decisione del Governo Mussolini, che definì l'unione con Carnago sull'antico modello napoleonico.

## Parrocchia
La chiesa di San Bartolomeo di Rovate, che si presume sia stata edificata come chiesa privata della famiglia Martignoni, risale allo stesso periodo della chiesa di San Martino di Carnago di cui era cappella plebana, e fu elevata nel 1582 a parrocchia da Carlo Borromeo. Fu poi riconsacrata dal cardinale Alfredo Ildefonso Schuster nel 1961.